# Dichotomius paraguayanus
Dichotomius paraguayanus är en skalbaggsart som beskrevs av Gandini och César Aguilar 2009. Dichotomius paraguayanus ingår i släktet Dichotomius och familjen bladhorningar. Inga underarter finns listade i Catalogue of Life.